# La Boissière-en-Gâtine
La Boissière-en-Gâtine – miejscowość i gmina we Francji, w regionie Nowa Akwitania, w departamencie Deux-Sèvres.
Według danych na rok 1990 gminę zamieszkiwało 277 osób, a gęstość zaludnienia wynosiła 25 osób/km² (wśród 1467 gmin regionu Poitou-Charentes La Boissière-en-Gâtine plasuje się na 733. miejscu pod względem liczby ludności, natomiast pod względem powierzchni na miejscu 775.).